# 안녕 (드라마)
《안녕》은 1975년 2월 17일부터 1975년 5월 17일까지 방영된 MBC 일일연속극이다.

## 등장 인물
- 박근형 : 유동민 역
- 양정화 : 오윤경 역
- 송재호
- 김미영
- 안재은
- 나문희
- 이영후
- 김용림
- 김상순
- 김영옥
- 유인촌
- 오미연
- 이수나
- 정규택